# Optimus (Tastatur)

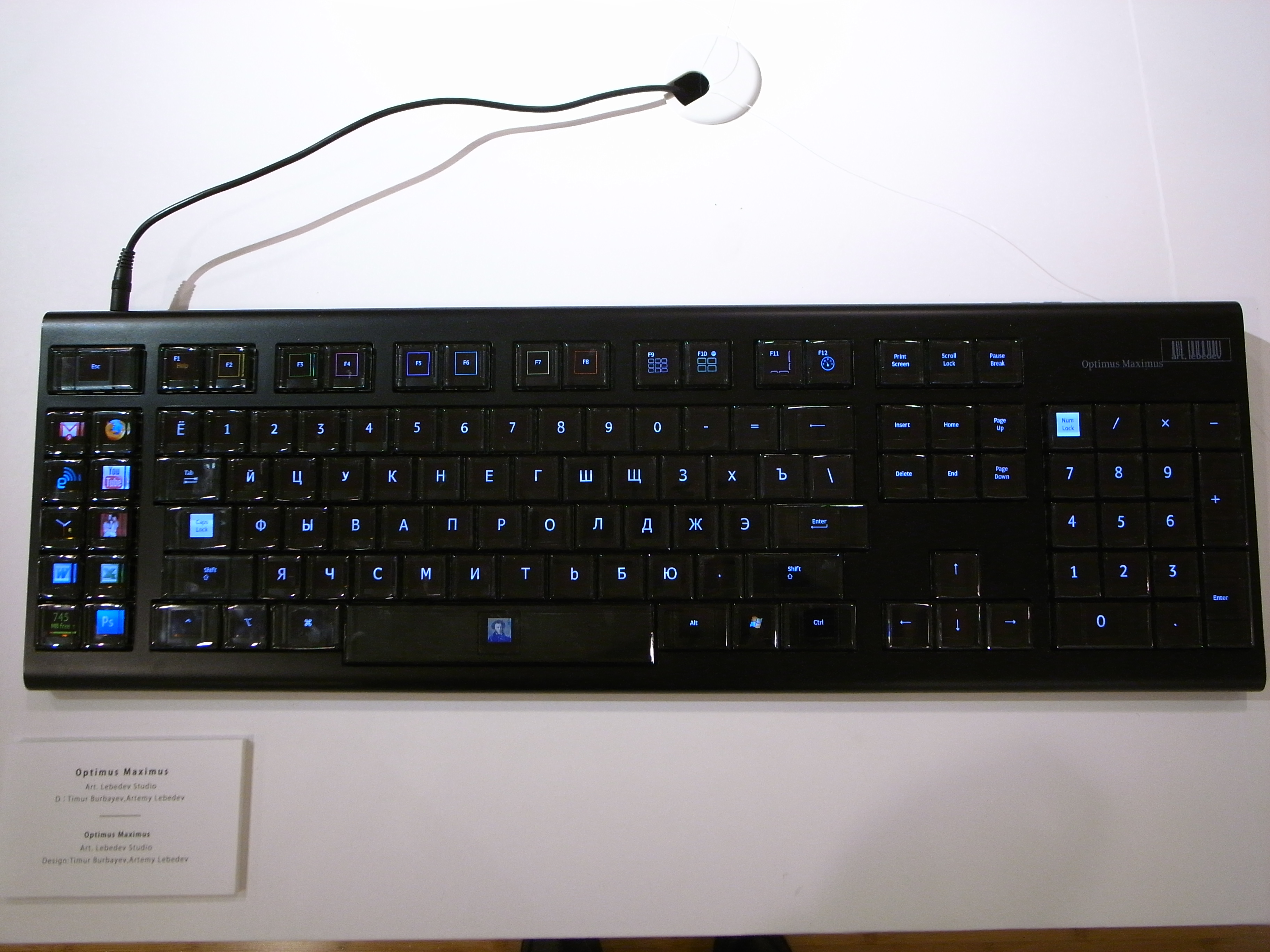
Optimus Maximus Tastatur. Russische Tastaturbelegung angezeigt.

Optimus Maximus ist eine Tastatur der russischen Art. Lebedev Studios, bei der jede Taste mit einem Farbdisplay bestückt ist. Auf diesem lassen sich beliebige Buchstaben, Bilder und Animationen darstellen.

## Layout
Optimus benutzt ein erweitertes Layout. So sind am linken Rand unterhalb der Escape-Taste zusätzlich zehn kleine Tasten angeordnet, die man zum Beispiel mit Programmverknüpfungen belegen und auf denen man farbige Icons einblenden kann.
Daneben befindet sich ein Hauptblock mit den Buchstabentasten und Funktionstasten. Die Funktionstasten sind in sechs Zweiergruppen verteilt. In gleicher Breite befindet sich darunter der normale Buchstaben- und Ziffernblock.
Das dritte Feld besteht aus drei Teilen. Unten befinden sich die vier Pfeiltasten und darüber ein Block mit sechs Steuertasten. Oberhalb befinden sich Druck, Rollen und Pause.
Der vierte und letzte Teil besteht aus einem normalen Ziffernblock.

## Technische Daten
- Aluminiumgehäuse (537 × 173 × 38 mm)
- Kunststoff-Tasten (20,2 × 20,2 mm; 50 % der Fläche als Display)
- Farbdisplays aus OLEDs mit 48 × 48 Pixeln (High Color)
- Anschluss über USB 2.0
- Ergonomische Sonderversion
- Lebenszeit 4–5 Jahre
- Animierte Anzeige möglich (max. 10 FPS)
- Aufteilen von Bildern für Mehrtasten-Belegung
- SDK und Software zum Steuern der Tastatur
- 32 MB Speicherkarte (SD) zum Speichern von Basislayouts
- 160° Blickwinkel
- Automatische Helligkeitsanpassung über einen Sensor
- Funktioniert mit allen gängigen Betriebssystemen
- Austauschbare Tasten
- Integrierter USB 2.0 Hub mit 2 Ports.

## Verwendung
Auf jeder Taste kann softwaregesteuert ein beliebiges Symbol angezeigt werden. So wäre es zum Beispiel denkbar, die Tastatur mehrsprachig auszulegen oder auch durch das Drücken der Umschalttaste die Buchstaben groß statt klein anzuzeigen.
Ein weiterer Verwendungszweck liegt bei Computerspielen. So kann spielspezifisch das Layout verwendet werden. Bei einem Egoshooter könnte zum Beispiel die Zeile mit den Ziffern, die häufig zur Wahl der Waffe dient, durch die Bilder der Waffe ersetzt werden. Das Layout der Tasten WASD könnte durch Pfeile ersetzt werden usw.

## Kritik
Die Tastatur steht vor allem unter Kritik, da das Produkt sehr teuer ist. So lag der Preis Mitte 2008 bei 1.250 € (kaufkraftbereinigt 1.715 €) und stieg bis April 2010 auf 1670 € (2.260 €). Im Juli 2019 wurde die Tastatur für nach wie vor hohe 1799 € (2.157 €) angeboten. Außerdem werden nur limitierte Stückzahlen gefertigt, was zu längeren Wartezeiten führt.
Die einzelnen Tasten sind im Vergleich zu konventionellen Tastaturen relativ groß dimensioniert, wodurch die Ergonomie negativ beeinflusst und das Schreiben erschwert wird. Um die Displays möglichst gut sichtbar zu machen, ist die Oberfläche der Tasten eben und weist eine glatte Struktur auf. Dies wirkt sich ebenfalls negativ auf das Schreibgefühl aus.

## Weitere Modelle
Neben der großen Tastatur bietet der Hersteller noch weitere Modelle an.
Beim Modell mini three handelt es sich um eine kleine, dreitastige Ausgabe. Anschluss und die Konfiguration sind identisch. Einzige Unterschiede sind, dass die Tasten eine Fläche von 2 cm² besitzen und die Auflösung 96 × 96 Pixel beträgt. Dabei ist die Tastenleiste in der Lage, bis zu drei Bilder in der Sekunde anzuzeigen. Auf den Tasten können beliebige Informationen angezeigt werden. Beispielsweise könnte man die Tasten zur Lautstärkenregelung (+ Stumm) verwenden oder das Wetter, die CPU-Last oder auch eingehende E-Mails anzeigen.